# 西塘 (琉球)
西塘是琉球第二尚氏王朝時期竹富島的一位人物，約活躍於16世紀。
1500年遠彌計赤蜂之亂時，琉球王府大將大里親方遠征來到竹富島，見西塘才智出眾，便將其帶回中山。西塘供職於三司官家，十餘年來勤勤勉勉。1519年，首里城建立園比屋武御嶽的石門，西塘因擅於石工技術而被三司官推薦給尚真王，於是被任命為建造主取。1524年，因思念家鄉，請求回到故鄉。尚真王任命他為武富大首里大屋子，返回故鄉任職。先前由琉球王府派駐八重山的代官滿挽與人則被召回。西塘將園比屋武御嶽之神請到竹富島的國仲御嶽，此御嶽為八重山群島唯一一座琉球王府神明的御嶽。
西塘在竹富島建立藏元，八重山各島的酋長都前往竹富島聽候他的命令。後來因為竹富島地狹人少、往來不便，搬到了石垣島的大川村建立公倉。
此後數十年間史料都失去他的相關記載。琉球大學教授西里喜行推測他從1544年開始參與了首里城城牆的建設長達二年。死後，竹富島上設立西塘御嶽，將他尊為神，並紀念其功績。